# Fred MacMurray

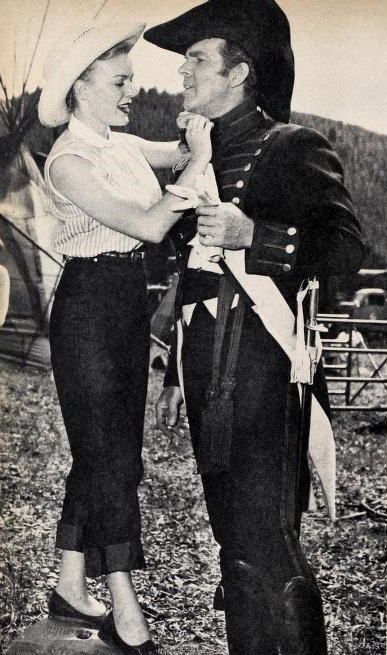
June Haver i MacMurray (1954)

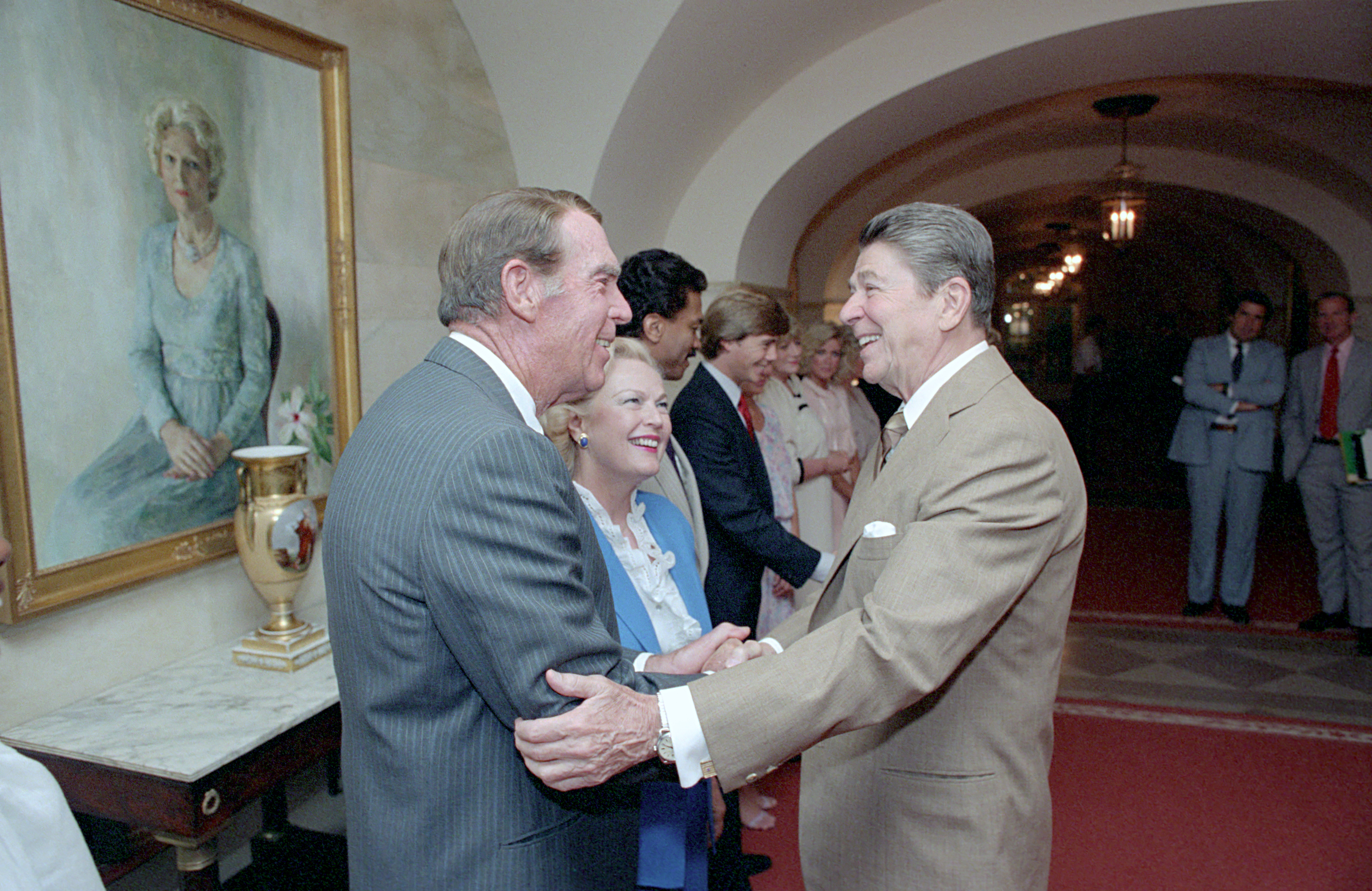
MacMurray z prezydentem Reaganem (1984)

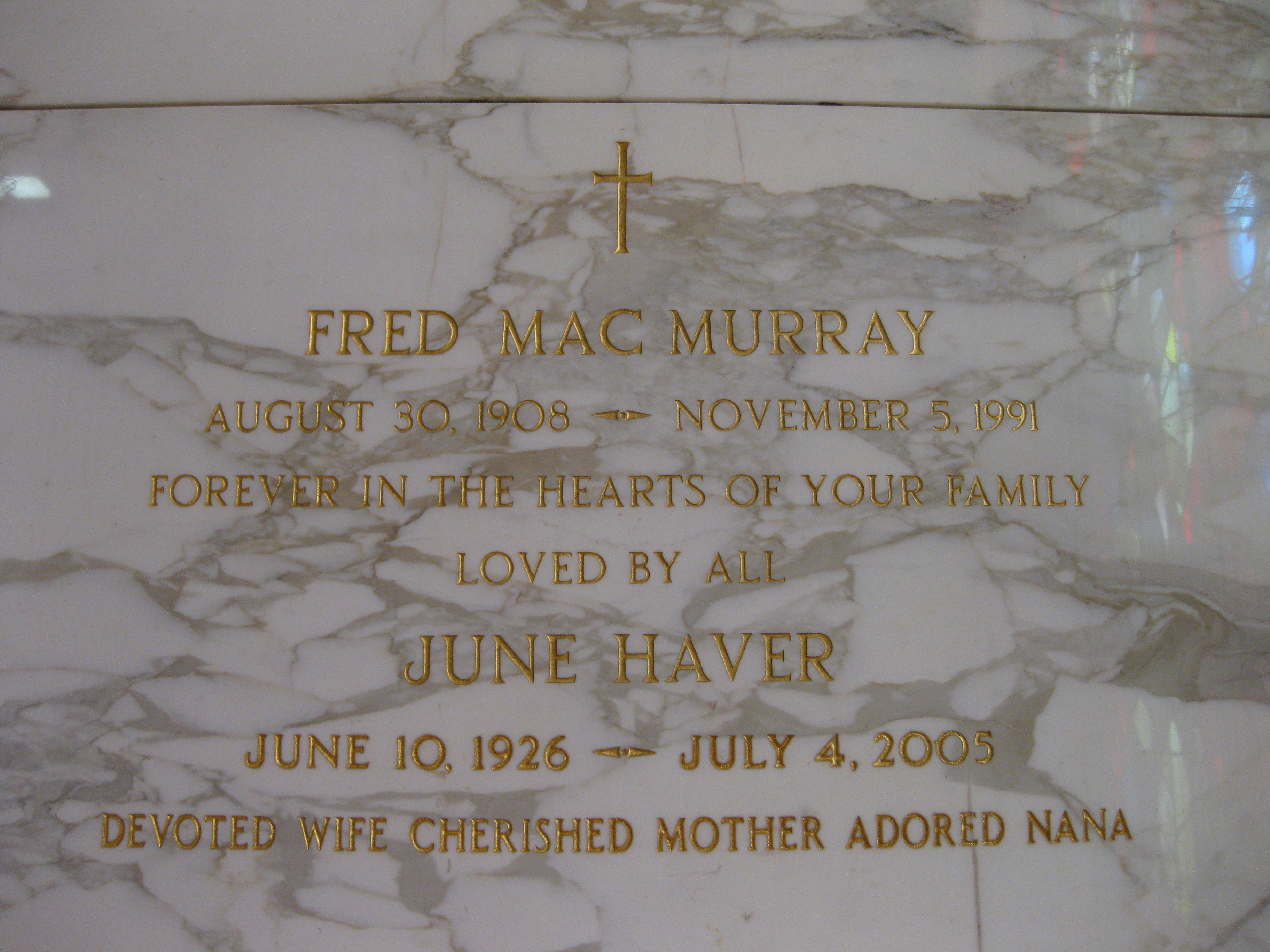
Grób MacMurraya i Haver

Fredrick Martin MacMurray (ur. 30 sierpnia 1908 w Kankakee, zm. 5 listopada 1991 w Santa Monica) – amerykański aktor, nominowany do Złotego Globu za rolę w filmie Latający profesor.
8 lutego 1960 otrzymał własną gwiazdę w Alei Gwiazd w Los Angeles znajdującą się przy 6421 Hollywood Boulevard.

## Życiorys

### Młodość
Urodził się w Kankakee w Illinois jako syn Malety (z domu Martin) i skrzypka Fredericka Talmadge MacMurraya. Kiedy MacMurray był niemowlęciem, jego rodzina przeniosła się do Madison w Wisconsin, gdzie jego ojciec uczył muzyki. Potem przenieśli się do Beaver Dam. Jako uczeń Beaver Dam High School MacMurray grał na rogu barytonowym w zespole American Legion. W przerwach między semestrami pracował w fabryce konserw z grochu, zarabiając wystarczająco dużo, aby kupić saksofon, na którym grał w trzyosobowym zespole Mac’s Melody Boys.
Uczęszczał do szkoły w Quincy w Illinois, gdzie grał w futbol amerykański i baseball, występował także w drużynie lekkoatletycznej. Za swoje osiągnięcia został odznaczony Medalem Legionu Amerykańskiego i uczęszczał do Carroll College w Waukesha w Wisconsin w ramach stypendium sportowego Legionu Amerykańskiego. Jednak był tak zajęty grą w piłkę nożną i pracą muzyka sześć wieczorów w tygodniu, że nie miał czasu na naukę, więc w 1926 porzucił studia i przeprowadził się do Chicago. Zainteresował się pracą rysownika gazetowego, zapisując się na wieczorowe studia w Chicago Art Institute, utrzymując się ze sprzedaży kijów golfowych w domu towarowym i gry na saksofonie tenorowym z zespołem tanecznym Royal Purples Jacka Higginsa z Uniwersytetu Loyola. Wkrótce dołączył do wodewilowego zespołu California Collegians, w którym zaprezentował swoje umiejętności jako wokalista, saksofonista i klaun.

### Kariera
MacMurray pierwszy raz przyjechał do Los Angeles w 1928. Tam znalazł pracę jako statysta i kontynuował grę na saksofonie w California Collegians, grupie wodewilowej utworzonej z orkiestry w Warner Brothers Hollywood Theatre. Jego dodatkowa praca przynosiła mu 10 dolarów dziennie. W latach 1930–31 zespół został zatrudniony do występu na Broadwayu w rewii Troje to tłum z Fredem Allenem i Cliftonem Webbem, co zaowocowało przeprowadzką z Kalifornii do Nowego Jorku. Następnie dostał rolę kalifornijskiego studenta w musicalu Jerome’a Kerna Roberta (1933–34) u boku Sydneya Greenstreeta i Boba Hope’a. MacMurray podpisał kontrakt z Paramount Pictures w 1934.
W latach trzydziestych współpracował z reżyserami filmowymi Billym Wilderem i Prestonem Sturgesem oraz aktorami Barbarą Stanwyck, Henrym Fondą, Humphreyem Bogartem, Marlene Dietrich oraz przy siedmiu filmach Claudette Colbert, poczynając od komedii romantycznej Wesleya Rugglesa Kobieta szuka miłości (The Gilded Lily, 1935), gdzie zagrał postać reportera gazety Petera Dawesa.
Przez ponad cztery dekady ucieleśniał everymana w szeregu popularnych komedii i musicali, w tym Remember the Night (1940) i Jajko i ja (1947). Zagrał też w produkcjach Disneya – Na psa urok (1959) i Latający profesor (1961). W sitcomie familijnym ABC/CBS Moi trzej synowie (My Three Sons, 1960–1972) wystąpił w roli inżyniera aeronautyki Stevena Douglasa – wdowca, który wychowuje trzech synów.
Podobizna komiksowego superbohatera, Kapitana Marvela, była oryginalnie wzorowana na twarzy aktora.

## Życie prywatne
20 czerwca 1936 zawarł związek małżeński z Lillian Wehmhoener (Lamont), która zmarła 22 czerwca 1953. Mieli córkę Susan Carole (ur. 1940, zm. 2 grudnia 2019) i syna Roberta „Boba” (ur. 1945). 28 czerwca 1954 poślubił aktorkę June Haver, z którą adoptował córki bliźniaczki – Kathryn i Laurie (ur. 1 grudnia 1956).

### Śmierć
Po ponad dziesięciu latach walki z białaczką, zmarł 5 listopada 1991 w Santa Monica na zapalenie płuc w wieku 83 lat.

## Filmografia
- 1938: Sing You Sinners jako David Beebe
- 1940: Remember the Night jako John Sargent
- 1942: The Lady Is Willing jako doktor Corey McBain
- 1942: Star Spangled Rhythm jako Frank w skeczu o grze w karty
- 1942: Podwójne ubezpieczenie jako Walter Neff
- 1947: Jajko i ja jako Bob MacDonald
- 1954: Bunt na okręcie jako Tom Keefer
- 1959: Na psa urok jako Wilson Daniels
- 1960: Garsoniera jako Jeff D. Sheldrake
- 1961: Latający profesor jako profesor Ned Brainard
- 1978: Rój jako major Clarence Tuttle